# Вогні небес
Вогні небес (англ. The Fires of Heaven) – п'ятий роман з циклу «Колесо часу» (англ. The Wheel of Time) американського письменника Роберта Джордана в жанрі епічного фентезі. Роман опублікувало видавництво Tor Books, він побачив світ 15 жовтня 1993 року. Роман складається з пролога й  56 глав. Із трьох та'веренів у ньому відсутня лінія Перріна.

## Стислий зміст
Ранд ал-Тор, Відроджений дракон та кар'а'карн, веде аїльців у Другу битву при Кайрієні проти Шайдо, що спустошують край. У бою проявляється військовий талант Мета, набутий завдяки досвіду історичних битв, яким були заповнені дірки в його пам'яті. Мет рятує з частину військ Ранда від засідки, особисто завдає поразки лідеру шайдо Куладіну й стає очільником власного загону. Шайдо зазнають поразки й відходять. 
Ранд помилково вірить, що проклятий Равін, який видає себе в Андорі за лорда Гебрієла, убив королеву Моргейз,  а тому готується до вторгнення в Кеймлін з невеликим загоном аїльців. Ланфір, одна з 13 проклятих, які розповсюджують волю Темного,намагається  вбити Ранда, але його рятує Морейн Сідай, Айз Сідай з блакитних Айя. У розпалі двобою проклята й айз-сідай провалюються в тер'ангреал. Усі вважають, що вони загинули.  Ранд нападає на Кеймлін, Равін убиває його соратників, зокрема Мета, Ав'єнду та Асмодіана, й утікає у світ снів Тел'аран'ріод. 
Тим часом Найнів та Ілейн пробиваються через сповнений небезпеки світ, розшукуючи табір айз-сідай, які втекли з Білої вежі, не бажаючи скоритися Елайді. У Селідарі Найнів бере в полон прокляту Могідін, одягаючи на неї ай'дам. Вона відволікає в Тел'аран'ріоді Равіна, що дозоволило Ранду вбити проклятого пекельним вогнем, який випалює людину з плетива історії разом із її вчинками. Мет, Ав'єнда та Асмодіан повертаються до життя. Однак Асмодіан майже одразу ж гине від пекельного вогню невідомого або невідомої убивці.

## Зовнішні посилання
- Детальний опис кожної глави на http://www.encyclopaedia-wot.org [Архівовано 19 вересня 2008 у Wayback Machine.]